# Lionel Strongfort
Lionel Strongfort, nascido Max Unger (23 de novembro de 1878 - 27 de novembro de 1967) foi um fisiculturista alemão, lutador e autor do curso de exercícios físicos por correspondência, conhecido como Strongfort System of Physical Culture, ou Strongfortism.

## Biografia
Strongfort nasceu em Berlim. Trabalhou como aprendiz de relojoeiro. Um ponto de virada na vida do jovem de dezesseis anos foi um encontro com o homem forte alemão Louis Attila. Ele imediatamente percebeu o potencial do jovem e o encorajou a participar de seus treinamentos. Depois de um ano Strongfort alcançou uma forma fenomenal (aos dezessete anos, com uma mão ele levantou sobre a cabeça um peso de 130 libras). Além de levantar pesos, ele também praticava boxe, luta livre e outros esportes. Ele derrotou os lutadores turcos - Yusuf İsmail e Adali Halil, que na época estavam fazendo uma turnê mundial. Ele também adotou o apelido de palco Lionel Strongfort e começou sua própria série de shows em cenas de vaudeville e circo ao redor do mundo. Ele também posou para escultores e fotógrafos. Strongfort afirmou possuir o recorde mundial na imprensa dobrada com 312 libras.
A coisa que lhe trouxe a maior fama foi o "Human Bridge Act", baseado apenas em seus braços e pernas ele manteve o peso da ponte por onde ele dirigia um carro com seis passageiros. Nos primeiros anos do século XX, deixou de se apresentar, instalou-se nos EUA e fez curso por correspondência, venda de livros, material desportivo e suplementos alimentares.
Strongfort era um ovo-lacto vegetariano. Ele recomendou uma dieta que consistia de frutas, vegetais, grãos, leite e ovos. Em 1909, Strongfort lançou um desafio na revista Physical Culture para o fisiculturista Arthur Saxon. Saxon acreditava que a carne era essencial para ganhar força. Ele gostava particularmente de carne bovina e comia três vezes ao dia. Como vegetariano, Strongfort contestou isso e desafiou Saxon a um concurso de levantamento de peso para provar a superioridade de uma dieta sem carne. A contestação não foi respondida. Ele estabeleceu o Max Unger Health and Strength Institute em Nova York por volta de 1915, e mais tarde o Strongfort Institute em Nova Jersey. Ele lançou um sistema de treinamento em saúde por correspondência que continuou na década de 1930.

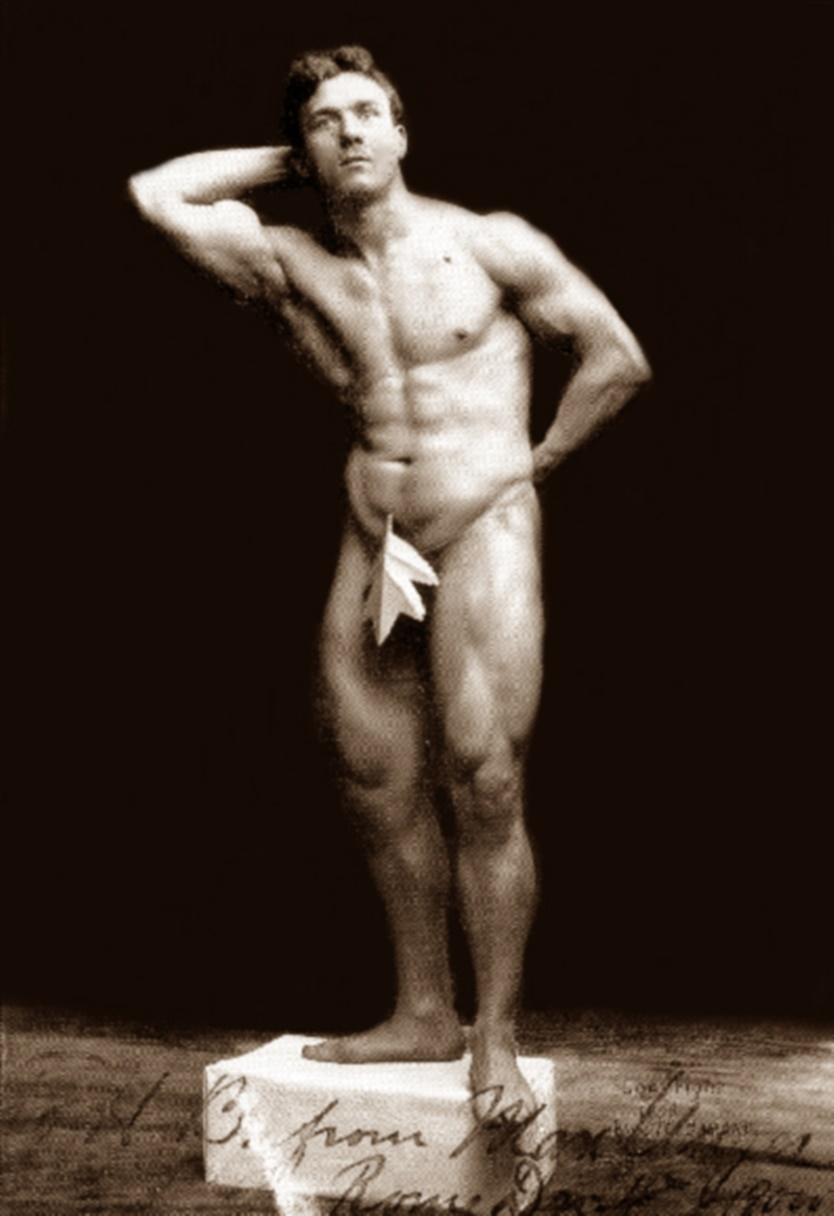
Lionel Strongfort em 1900.

Semelhante a Eugen Sandow e outros homens fortes do período, Strongfort equiparou o corpo masculino musculoso à heterossexualidade. Em seu livro Do It With Muscle!, ele comentou que "é uma sábia lei da natureza que a mulher seja sempre atraída pelo homem forte e vital".